# Neorapana
Neorapana é um género de gastrópode  da família Muricidae.
Este género contém as seguintes espécies:
- Neorapana grandis Sowerby, 1835
- Neorapana muricata